# Riserva naturale di Monte Catillo
La riserva naturale di Monte Catillo è un'area naturale protetta situata nel comune di Tivoli, in provincia di Roma. La riserva occupa una superficie di 1.319 ettari ed è stata istituita nel 1997. La cima più alta è monte Catillo su cui è posizionata la croce.

## Fauna
Nonostante la vicinanza con i centri abitati, la riserva ospita numerose specie selvatiche caratteristiche delle zone appenniniche. Fra i mammiferi è possibile osservare facilmente il cinghiale (Sus scrofa), la volpe (Vulpes vulpes), la lepre (Lepus europaeus), il tasso (Meles meles), l'istrice (Hystrix cristata) e il ghiro (Glis glis). Fra gli uccelli si trovano rapaci diurni come il gheppio (Falco tinnuculus) e la poiana (Buteo buteo), rapaci notturni come l'allocco (Strix aluco), la civetta (Athene noctua) e l'assiolo (Otus scops) ed altre specie come capinera (Sylvia atricapilla), cinciallegra (Parus major), cinciarella (Parus caeruleus), merlo (Turdus merula), picchio verde (Picus viridis), picchio rosso maggiore (Dendrocops major) e torcicollo (Jynx torquilla).

## Flora
Trattandosi di una zona ecotonale, quindi un luogo di sovrapposizione e intersezione tra due ecosistemi differenti, la Riserva del Monte Catillo presenta una grandissima e preziosa diversità floristica. Le specie vegetali si raggruppano a formare praterie, cespuglieti e boschi dalla composizione e struttura più varia. Caratteristico è il bosco di sughere (Quercus suber) con un sottobosco molto povero. Sparsi tra la riserva anche alcuni rari esemplari di Quercus crenata. Di grande interesse botanico la particolare presenza di specie balcano orientali quali lo storace (Styrax officinalis), l'albero di Giuda (Cercis siliquastrum), la marruca (Paliurus spina-christi) e il carpino orientale (Carpinus orientalis). Nelle zone più interne della riserva e nei versanti esposti a nord più freschi e umidi stazionano specie spiccatamente mesofile. Domina il bosco di cerro (Quercus cerris) con alcuni esemplari secolari. Il sottobosco è composto da specie vegetali quali carpino orientale, biancospino selvatico (Crataegus oxyacantha), orniello (Fraxinus ornus), corniolo (Cornus mas), acero campestre (Acer campestre). Si osserva raramemente anche qualche esemplare di castagno (Castanea sativa) e pioppo tremulo (Populus tremula).

## Galleria d'immagini

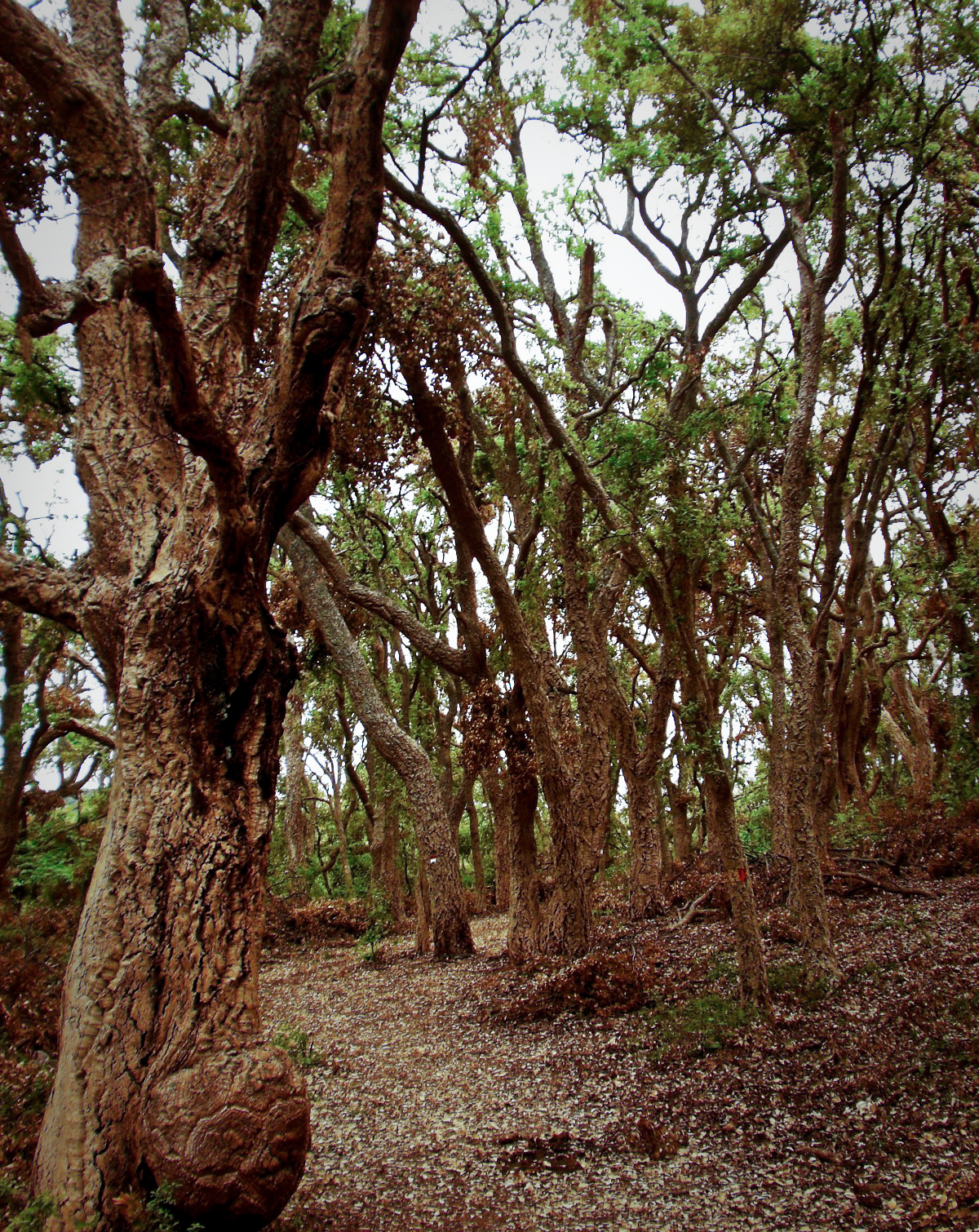
Bosco di sughere
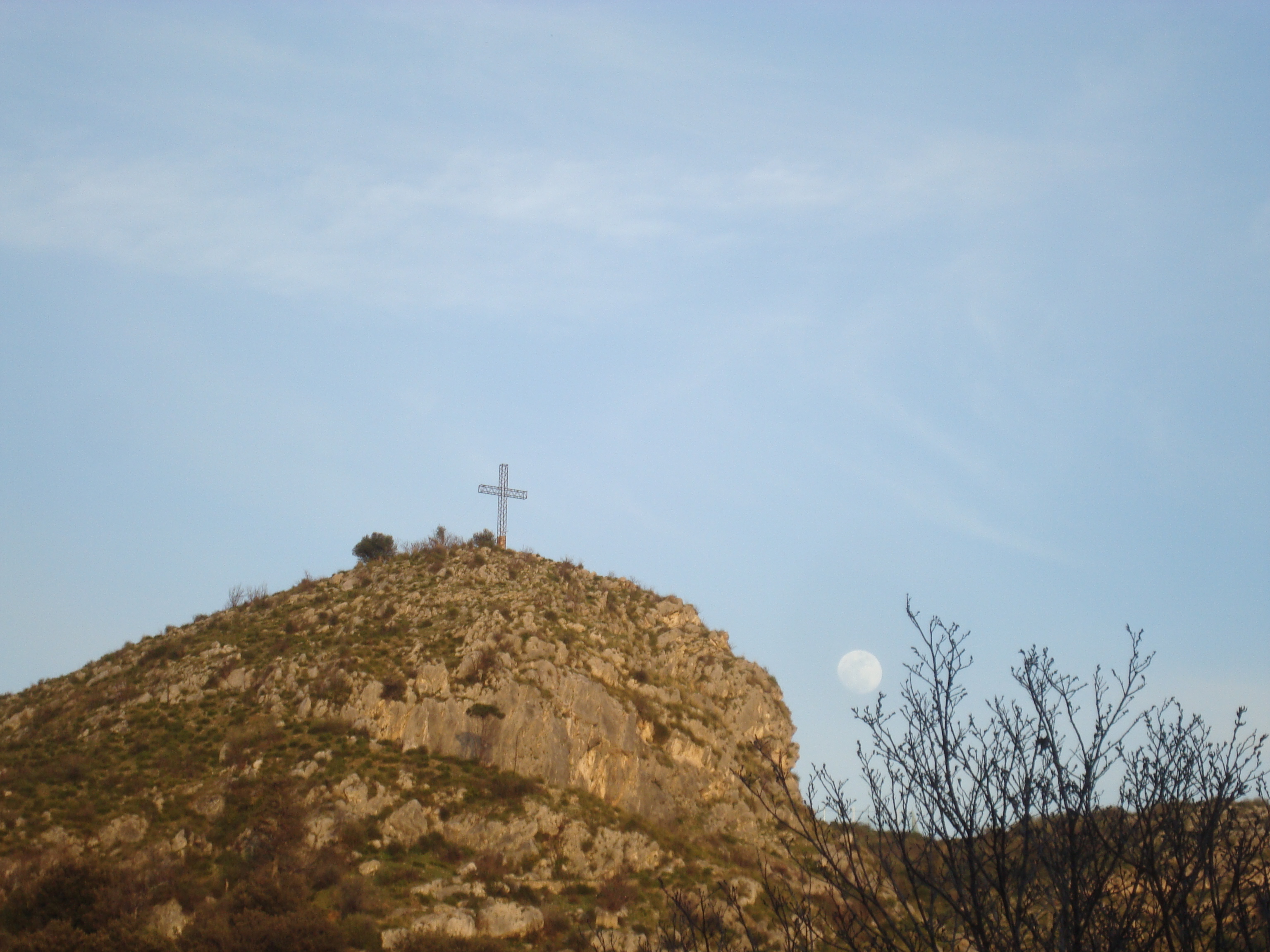
La cima del Monte Catillo
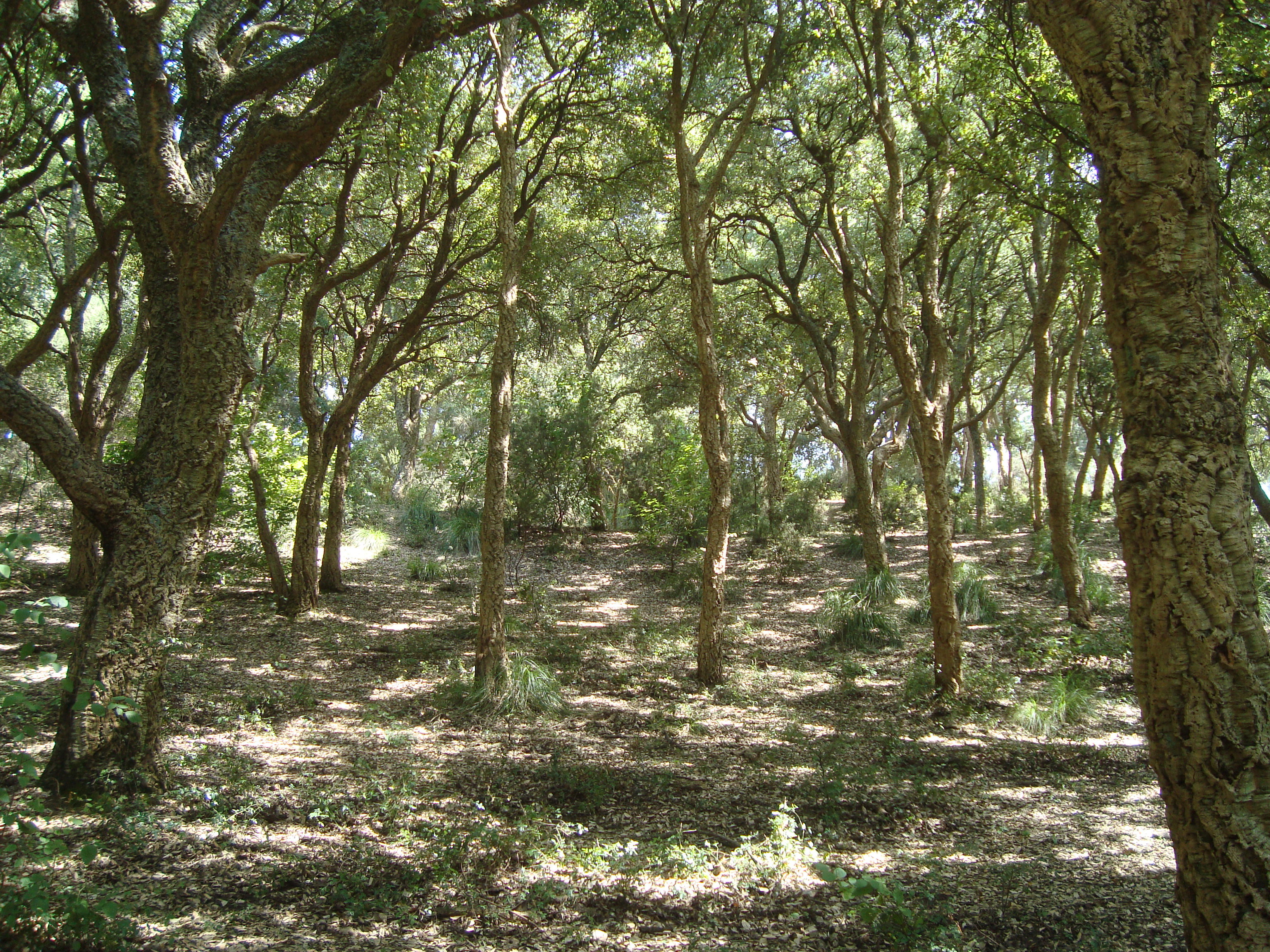
Il bosco misto: querceta-sughereta
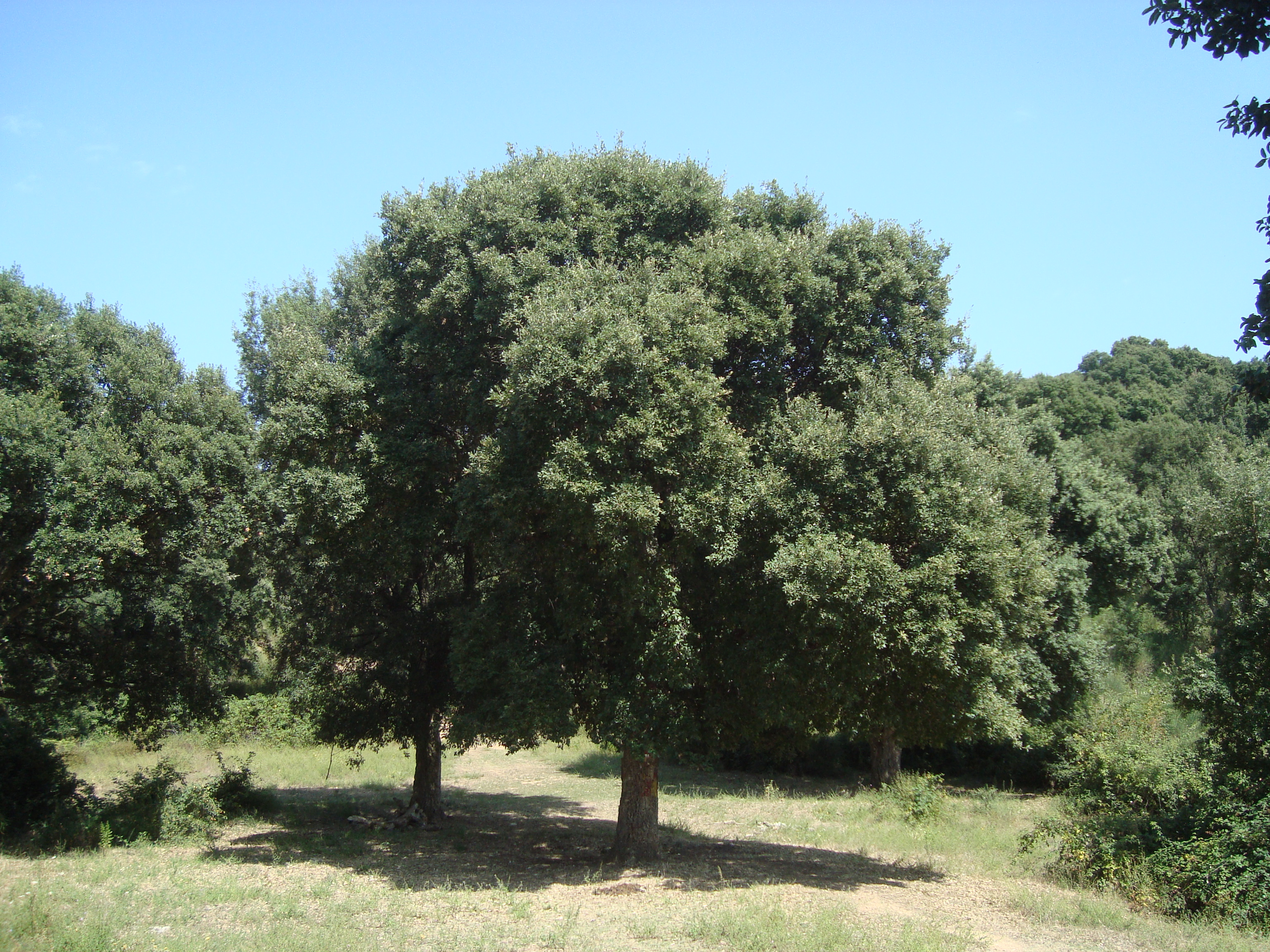
Querceta-sughereta